# Koninklijke Vlaamse Schouwburg

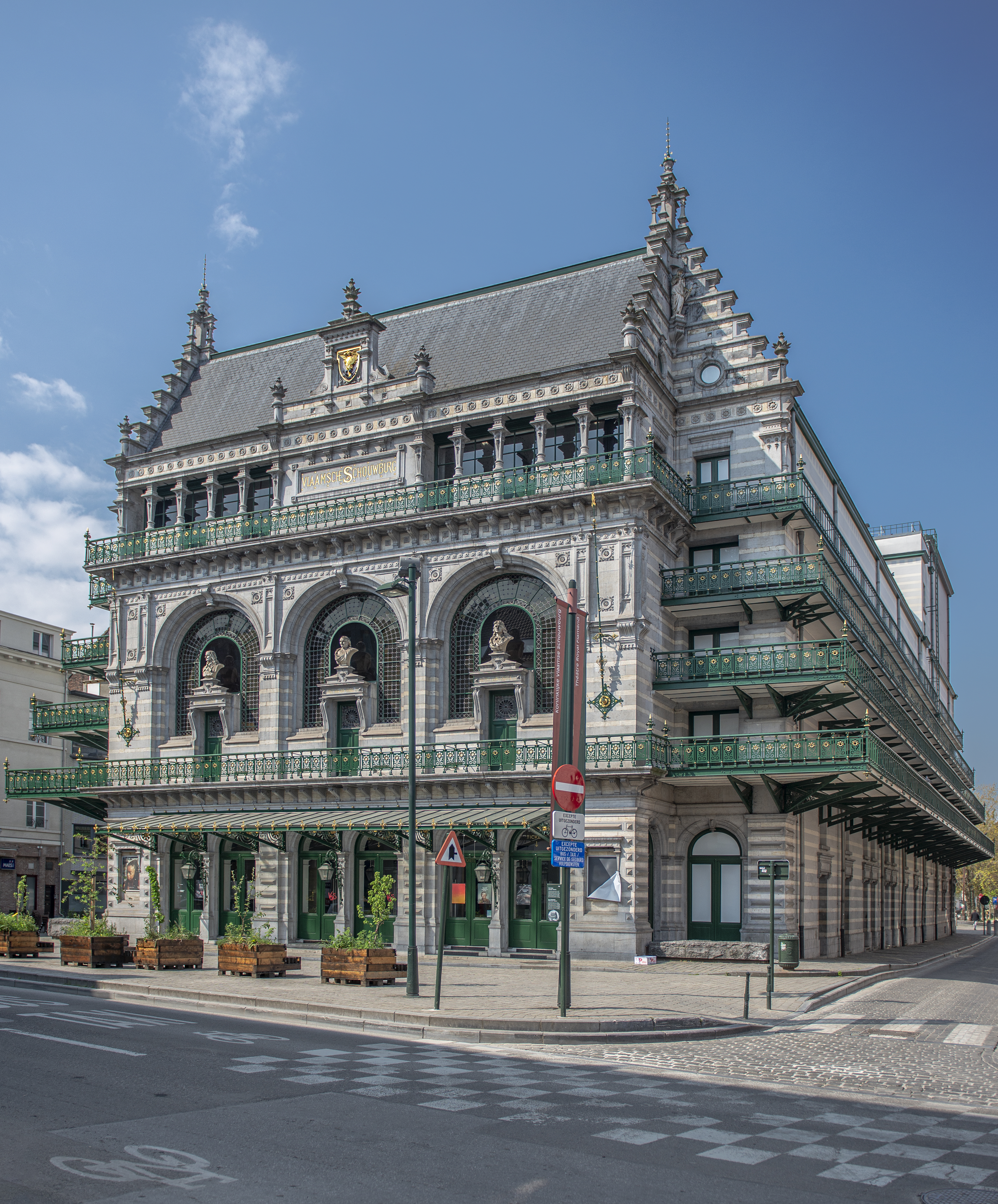
Koninklijke Vlaamse Schouwburg – Vorderseite

Das Koninklijke Vlaamse Schouwburg (KVS) oder Théâtre royal flamand ist ein flämischsprachiges Theater in Brüssel, in dem eine Theatergesellschaft gleichen Namens spielt. Die Fassade liegt an der rue de Laeken. Im Haus finden auch Musikveranstaltungen, Ausstellungen und Lesungen statt. Es dient als umfassendes Kulturzentrum.

## Geschichte
Der Ort in der Nähe des Hafens war zuerst ein Tiermarkt. Zwischen 1779 und 1781 wurde vom Architekten Remy Nivoy ein Gebäude für Transitwaren erbaut. Daraus entstand 1860 ein Arsenal des belgischen Heeres. Ab 1883 wurde daraus ein Gebäude für die neue flämische Theatergesellschaft, die schon seit 1852 eine Spielstätte suchte. Der Architekt Jan Baes schuf eine neue Fassade im Stil der Neorenaissance, die mittlere Büste zeigt den Dramatiker Joost van den Vondel, die linke Willem Ogier. Die alte Fassade des Arsenals blieb als heutige Hinterseite erhalten. Die Eröffnung fand 1887 statt. Nach einem Besuch von König Leopold II. erhielt das Theater 1894 den Zusatz königlich.
Durch einen Brand wurde das Haus 1955 zerstört, die Renovierung brauchte drei Jahre. Von 1993 bis 2006 erfolgte eine umfassende Restauration.

## Bilder

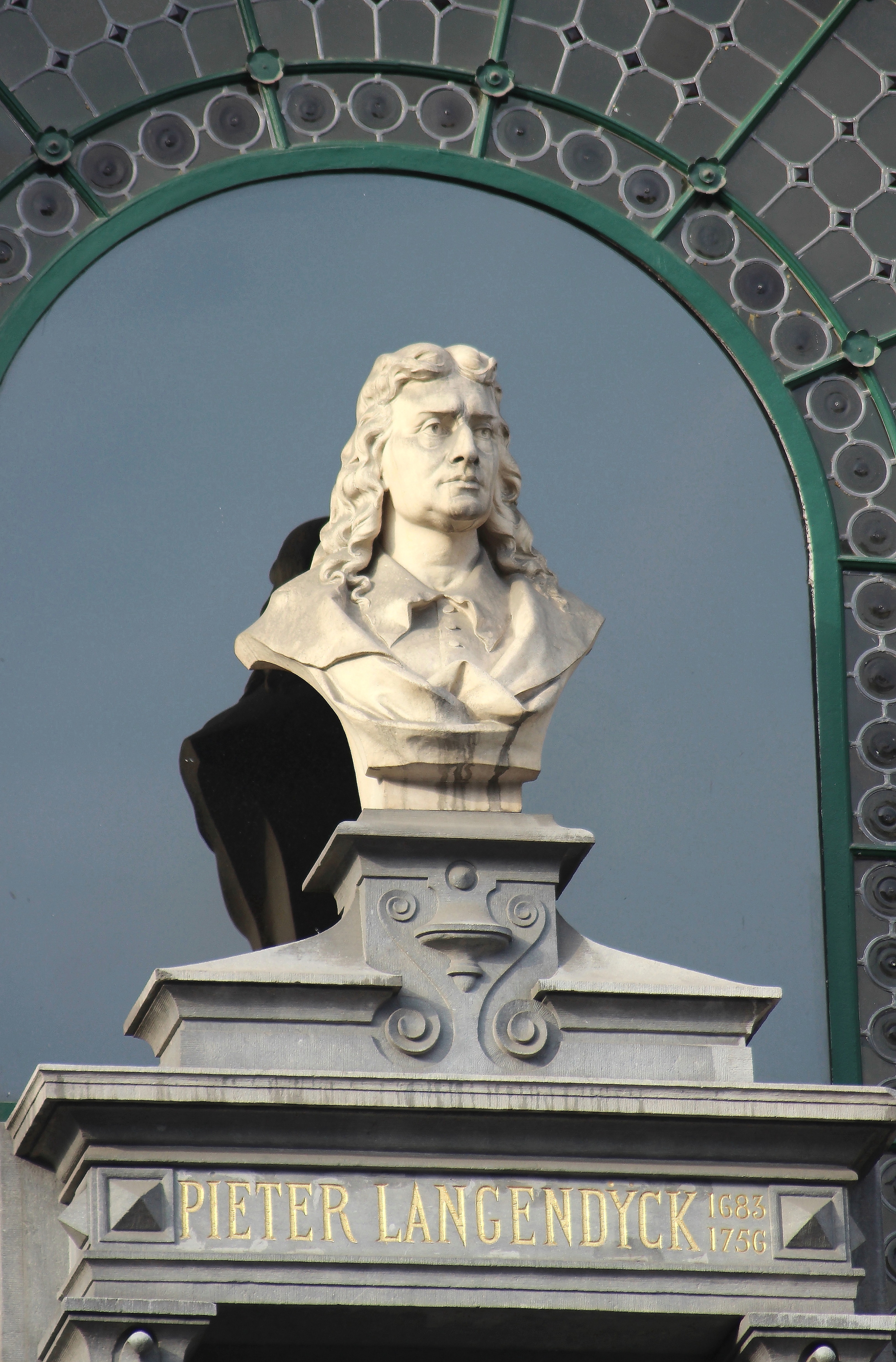
Büste von Pieter Langendyck.
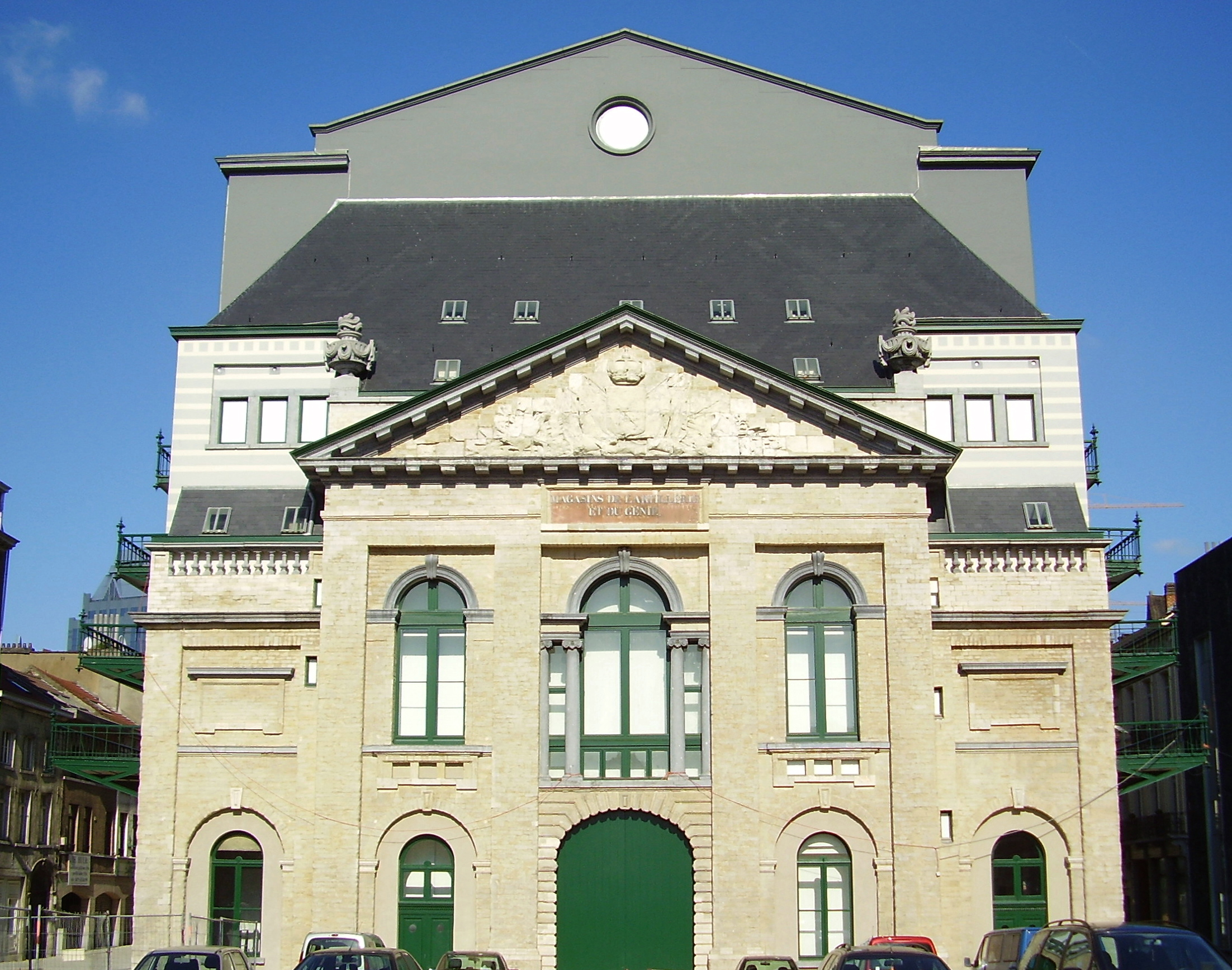
Fassade des alten Arsenals
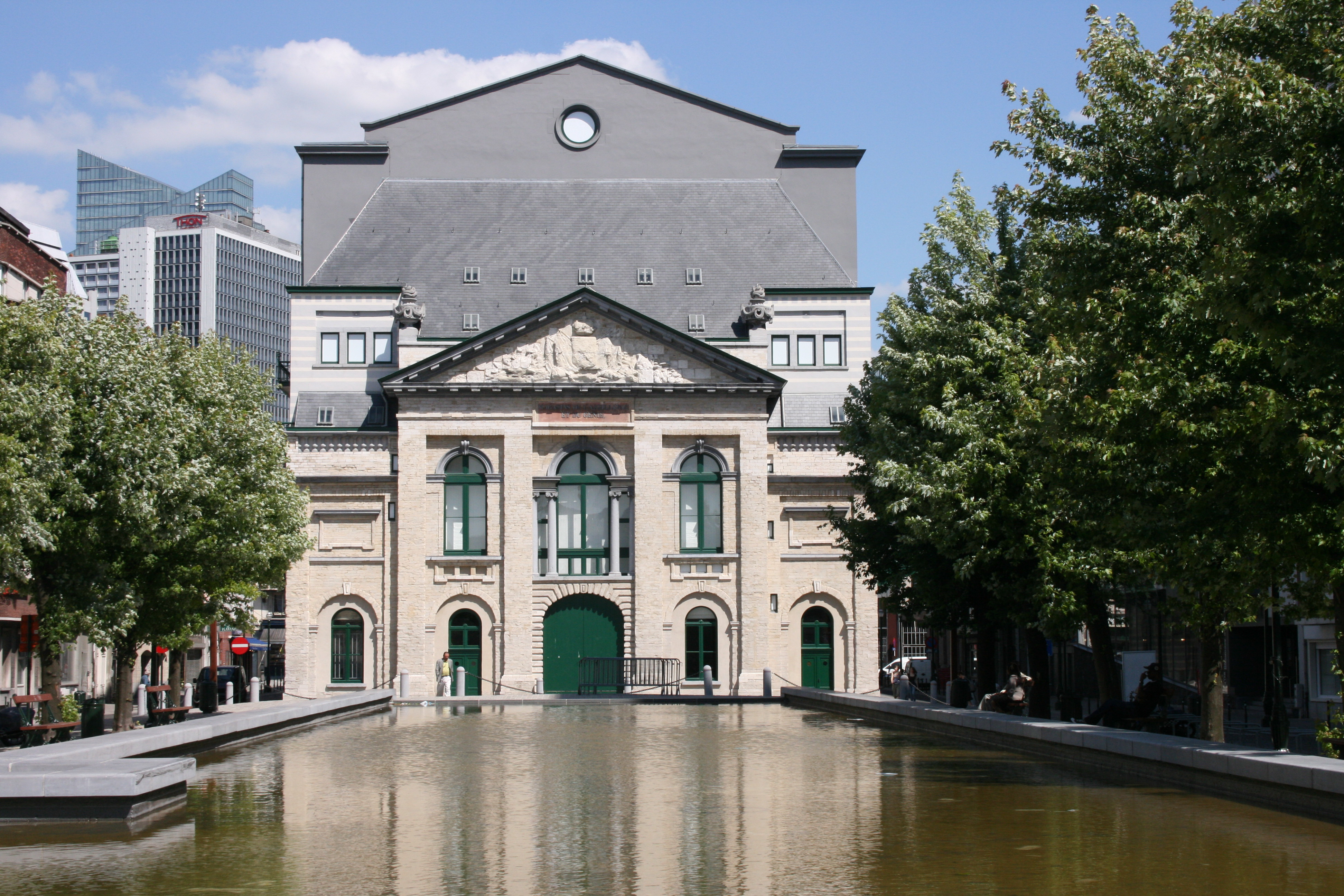
Hintere Fassade
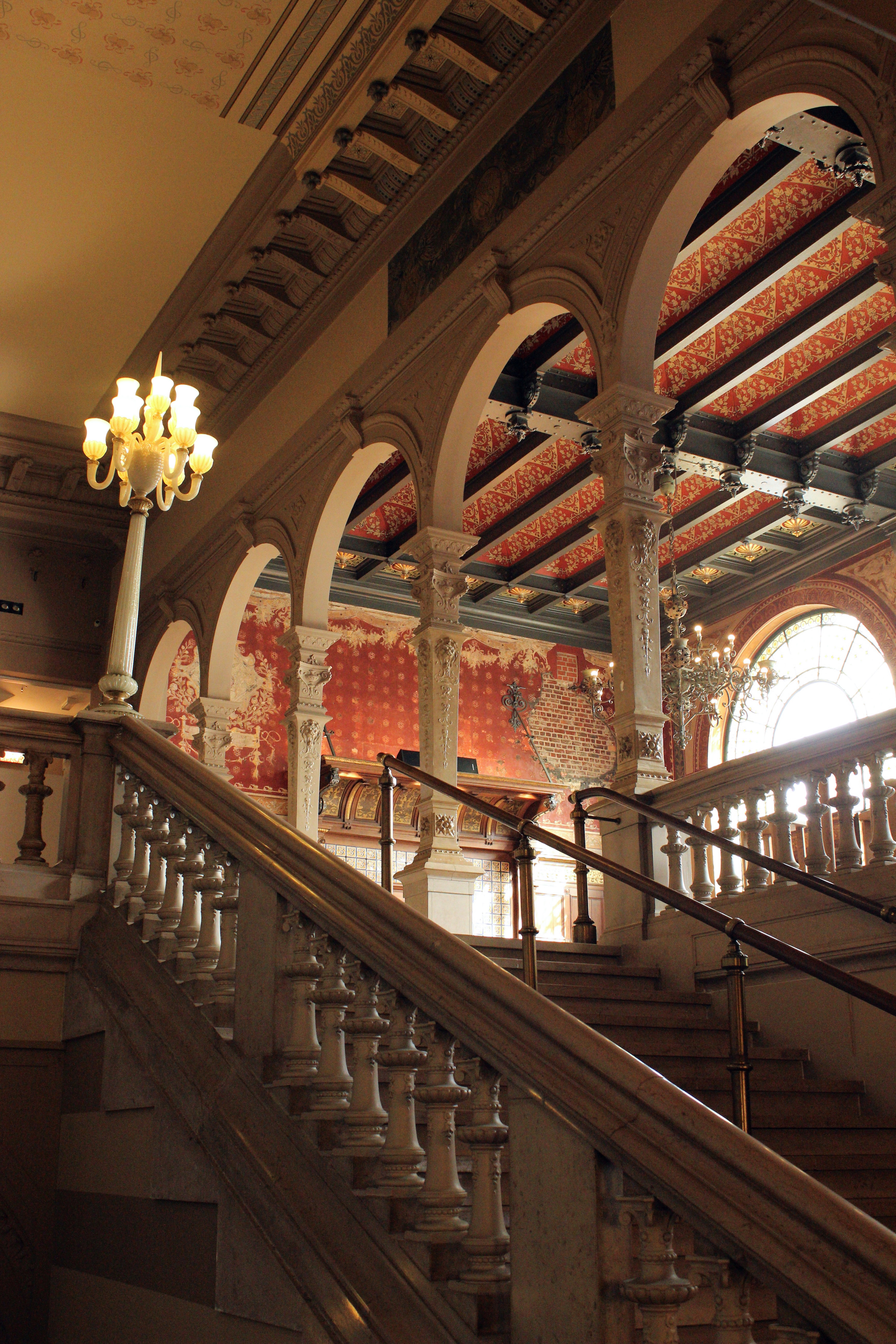
Innenraum